# Gran Parma Rugby 2005-2006

## Super 10 2005-06

### Stagione regolare
| Incontro                     | Andata | Ritorno |
| ---------------------------- | ------ | ------- |
| Calvisano — Gran Parma       | 16-12  | 20-21   |
| Gran Parma — Viadana         | 36-42  | 9-13    |
| Amatori Catania — Gran Parma | 20-26  | 26-32   |
| Gran Parma — Parma           | 21-19  | 31-24   |
| Veneziamestre — Gran Parma   | 21-23  | 20-17   |
| Petrarca — Gran Parma        | 17-16  | 29-24   |
| Gran Parma — Benetton        | 26-18  | 10-23   |
| Gran Parma — Rovigo          | 38-15  | 37-22   |
| L’Aquila — Gran Parma        | 26-36  | 21-35   |

#### Risultati della stagione regolare
| Posizione | G  | V  | N | P | PF  | PS  | DP  | B | Pt |
| --------- | -- | -- | - | - | --- | --- | --- | - | -- |
| 4ª        | 18 | 12 | 0 | 6 | 450 | 382 | +68 | 9 | 57 |

### Fase finale
| Turno | Incontro              | Andata | Ritorno |
| ----- | --------------------- | ------ | ------- |
| SF    | Gran Parma — Benetton | 23-31  | 5-38    |

## Coppa Italia 2005-06

### Prima fase
| Incontro             | Risultato |
| -------------------- | --------- |
| Gran Parma — Viadana | 43-41     |
| Rovigo — Gran Parma  | 35-33     |
| Parma — Gran Parma   | 54-10     |

#### Risultati della prima fase
| Posizione | G | V | N | P | PF | PS  | DP  | B | Pt |
| --------- | - | - | - | - | -- | --- | --- | - | -- |
| 4ª        | 3 | 1 | 0 | 2 | 86 | 130 | -44 | 2 | 6  |

## Verdetti
- Gran Parma qualificato all'European Challenge Cup 2006-07.